# Kanton Dieppe-2
Kanton Dieppe-2 is een kanton van het Franse departement Seine-Maritime. Het kanton maakt deel uit van het arrondissement Dieppe. Het telt 38 654 inwoners in 2017.
Het werd opgericht bij decreet van 27 februari 2014, met uitwerking op 22 maart 2015 en omvatte toen 38 gemeenten en een deel van Dieppe.
Op 1 januari 2016 werden de gemeenten Assigny, Auquemesnil, Belleville-sur-Mer, Berneval-le-Grand, Biville-sur-Mer, Bracquemont, Brunville, Derchigny, Glicourt, Gouchaupre, Greny, Guilmécourt, Intraville, Penly, Saint-Martin-en-Campagne, Saint-Quentin-au-Bosc, Tocqueville-sur-Eu en Tourville-la-Chapelle samengevoegd tot de fusiegemeente (commune nouvelle) Petit-Caux. 
Sindsdien omvat het kanton Dieppe-2 volgende gemeenten : 
- Ancourt
- Arques-la-Bataille
- Bailly-en-Rivière
- Bellengreville
- Dampierre-Saint-Nicolas
- Dieppe (hoofdplaats) (oostelijk deel)
- Douvrend
- Envermeu
- Freulleville
- Grèges
- Les Ifs
- Martin-Église
- Meulers
- Notre-Dame-d'Aliermont
- Petit-Caux
- Ricarville-du-Val
- Saint-Aubin-le-Cauf
- Saint-Jacques-d'Aliermont
- Saint-Nicolas-d'Aliermont
- Saint-Ouen-sous-Bailly
- Saint-Vaast-d'Équiqueville
- Sauchay